# قزل‌آلای خال‌سرخ
قزل‌آلای خال‌سرخ یا گل‌ماهی خال‌سرخ (نام علمی: Salmo trutta) نام گونه‌ای ماهی است. این ماهی را در برخی کشورها «قزل‌آلای قهوه‌ای» می‌نامند.
این ماهی‌ها در آب شیرین و رودخانه و دریاچه به تغذیه می‌پردازند و در فصل پاییز برای تخم‌ریزی عکس جریان آب را در پیش گرفته و به سمت سرچشمه‌های رودخانه رهسپار می‌شوند قزل‌آلا اصولاً یک ماهی شکارچی و پُراشتها است. این ماهی از خانوادهٔ آزادماهیان∗ بوده و نسبت به تغییرات دما و مواد غذایی حساسیت خاصی از خود نشان می‌دهد و هنگامی که پناهگاه مناسبی برای خود دید به راحتی آنجا را از دست نمی‌دهد و از نوع رنگین‌کمان باهوش‌تر است، همچنین به خاطر شرایط زیستی‌شان به صورت پرورشی نیستند و از دست انسان غذا نمی‌خورند به همین علت کمیابند. ماهیان جوان برعکس ماهی‌های مسن در سطح آب بیشتر یافت می‌شوند، ماهی ماده در سه سالگی و ماهی نر در دو سالگی به سن بلوغ می‌رسند.
در ایران این ماهی در منطقه دشت لار آمل از توابع استان مازندران به وفور دیده می‌شود.
این نوع ماهی در آب‌های شهرستان‌های خوست و اندراب  دریایی اشرف تاله وبرفک ولایت بغلان افغانستان یافت می‌شود که به گویش محلی بدان ماهی پیسه می‌گویند.
در بعضی مناطق افغانستان به نام خال ماهی نیز می شناسند.

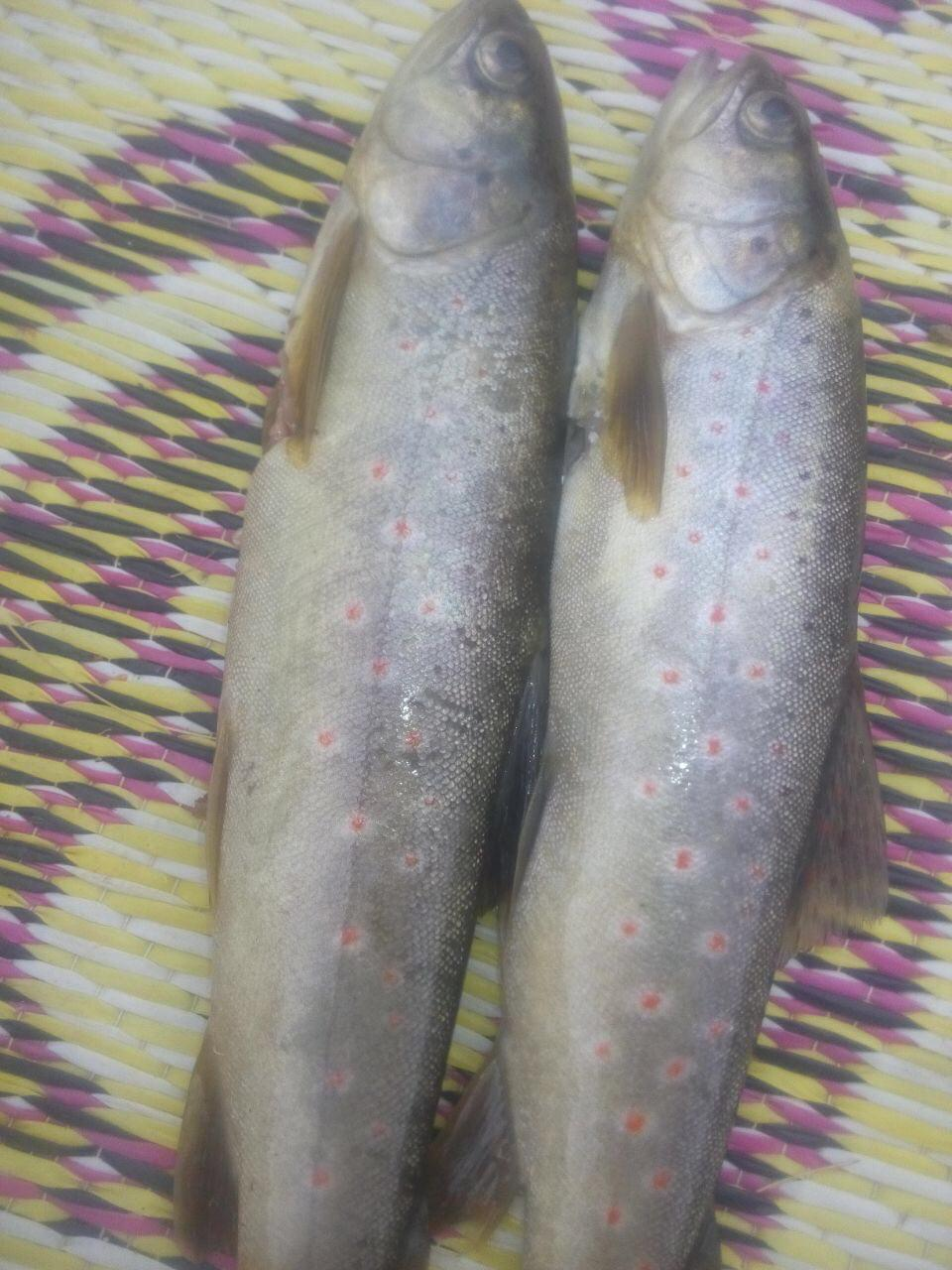